# Peltula radicata
Peltula radicata är en lavart som beskrevs av Nyl. Peltula radicata ingår i släktet Peltula och familjen Peltulaceae.   Inga underarter finns listade i Catalogue of Life.